# Torvaldo e Dorliska

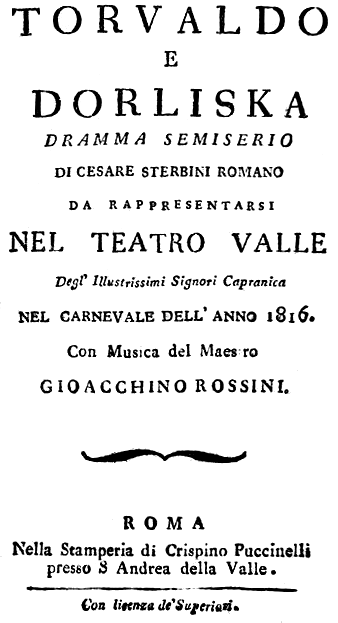
Librettots titelsida, Rom 1816.

Torvaldo e Dorliska är en opera semiseria (dramma semiserio) i två akter med musik av Gioacchino Rossini och libretto av Cesare Sterbini efter romanen Vie et amours du chevalier de Faubles (1790) av Jean-Baptiste Louvet de Couvray.

## Historia
Rossini skrev Torvaldo e Dorliska på uppdrag av Teatro Valle i Rom. Till en början bad han diktaren Angelo Anelli om ett libretto på en komisk opera. Då Anelli endast kunde presentera en gammal och ointressant text och då de inte var överens om betalningen, vände sig Rossini istället till Cesare Sterbini. Det skulle bli det första operalibretto denna civile tjänsteman skrev, men snart därefter skulle han skapa det odödlig librettot till Barberaren i Sevilla. de Coudrays berättelse hade redan tonsatts av Luigi Cherubini (Lodoïska 1791) och Giovanni Simone Mayr (Lodoïska 1799) och var exempel på en så kallad räddningsopera.
Operan hade premiär den 26 december 1815 och blev en stor succé.

## Personer
- Torvaldo (tenor)
- Dorliska, hans hustru (sopran)
- Hertigen av Ordow (bas)
- Giorgio, slottsvakt (baryton)
- Carlotta, hans syster (mezzosopran)
- Ormondo (bas)

## Handling
Den elake hertigen av Ordow har besegrat sin rival Torvaldo i kampen om Dorliska. Hon söker skydd i ett närbeläget slott som visar sig tillhöra Ordow. Han hotar med att döda henne om hon fortsätter att avvisa honom. Torvaldo, som hertigen antar är död, anländer förklädd till slottet i sökandet efter Dorliska. Hon avslöjar ovetande hans rätta identitet. Hertigen hotar nu att döda Torvaldo om Dorliska inte ger sig till honom, men hon vägrar. Slottsvakten Giorgio släpper in Torvaldos män i slottet och nere i slottskällaren övermannar Torvaldo hertigen, som förs bort. Torvaldo och Dorliska är nu fria att gifta sig.

## Musiken
Orkestern består av:
- Träblås: två flöjter, två oboer, två klarinetter, två fagotter
- Bleckblås: två valthorn, två trumpeter, två tromboner
- Slagverk: pukor, bastrumma
- Stråkar

Operan innehåller följande musiknummer:
- Sinfonia (Ouvertyr)

Akt I
- N. 1 - Introduktion: "E' un bel dir che tutto al mondo - Dunque invano i perigli e la morte"
- N. 2 - Cavatina (Dorliska): "Ah, Dorliska sfortunata!"
- N. 3 - Duett (Duca, Dorliska): "Dorliska voi tremate"
- N. 4 - Cavatina (Torvaldo): "Fra un istante a te vicino"
- N. 5 - Terzett (Hertigen, Torvaldo, Giorgio): "Ah qual raggio di speranza"
- N. 6 - Aria (Ormondo) Sopra quell'albero
- N. 7 - Final I: "Oh via, signora mia" (Carlotta, Dorliska, Torvaldo, Giorgio, hertigen, kör)

Akt II
- N. 8 - Introduktion: "Bravi, bravi: qua venite" (Giorgio, kör)
- N. 9 - Aria: "Dille che solo a lei" (Torvaldo, Giorgio, kör)
- N. 10 - Aria: "Ferma, costante, immobile" (Dorliska, hertigen)
- N. 11 - Aria (Carlotta): "Una voce lusinghiera"
- N. 12 - Duett (Hertigen, Giorgio): "Ah non posso! invan lo spero!"
- N. 13 - Duett (Dorliska, Torvaldo): "Quest'ultimo addio"
- N. 14 - Septett: "Alme ree!...Ah, qual voce tremate!...invano!" (Hertigen, Dorliska, Torvaldo, Giorgio, Carlotta, Ormondo, kör)
- N. 15 - Final II: "Dagli! Indietro!... Ah qual voce d'intorno... Grazie al destin pietoso" (Kör, hertigen, Torvaldo, Giorgio, Dorliska, Carlotta, Ormondo)

Rossini lade ner mycken möda på buffakaraktären Giorgio för att liva upp stämningen. Han står i kontrast till hertigens mörka bas och Torvaldos lyriska tenor. Året efter använde Rossini delar av musiken till sin opera Otello. Huvudtemat i Otellos och Rodrigos duett ("L'ira d'avverso fato") bygger på hertigens aria "Ah qual voce", och i slutscenen använde han de sista takterna av Torvaldos cavatina "Fra un instante a te vicino".